# بيت شرهان (جفال)
بيت شرهان (بالفارسية: بیت شرهان) هي منطقة سكنية تقع في إيران في قسم جفال الريفي. يقدر عدد سكانها بـ 0 نسمة بحسب إحصاء 2016.